# Serhij Romanyszyn
Serhij Wołodymyrowycz Romanyszyn, ukr. Сергій Володимирович Романишин (ur. 3 września 1975 we wsi Stańkowa, w obwodzie iwanofrankowskim) – ukraiński piłkarz, grający na pozycji obrońcy lub pomocnika.

## Kariera
W 1992 rozpoczął karierę piłkarską w klubie Skała Stryj. Latem 1992 został zaproszony do Karpat Lwów. W listopadzie 1993 został piłkarzem FK Boryspol. Od września 1994 występował w klubie Kremiń Krzemieńczuk, a po zakończeniu sezonu wrócił do domu i potem bronił barw pobliskiego zespołu Hazowyk Komarno. Latem 1996 wyjechał do Rosji, gdzie został piłkarzem Sokoł-PŻD Saratów, ale nie zagrał żadnego meczu i od września 1996 bronił barw Prykarpattia Iwano-Frankowsk. Na początku 1997 ponownie wyjechał do Rosji, gdzie występował przez dwa sezony w Nieftiechimiku Niżniekamsk. W 1999 roku zasilił skład Dynama Lwów. Na początku 2000 po raz kolejny wyjechał za granicę, tym razem do Albanii, gdzie podpisał kontrakt z Dinamem Tirana. Podczas przerwy zimowej sezonu 2002/03 przez konflikty w kierownictwie klubu przeniósł się do klubu Vllaznia Szkodra. Latem 2003 przeszedł do Besy Kawaja. W sierpniu 2004 wrócił do domu i potem grał w drużynie Hazowyk-Skała Stryj. W 2006 ponownie wyjechał do Albanii, gdzie występował do końca 2007 w klubach KS Shkumbini, Dinamo Tirana i Skënderbeu Korcza, po czym zakończył karierę piłkarską.

## Sukcesy
Dinamo Tirana
- mistrzostwo Albanii: 2002
- finał Pucharu Albanii: 2002